# Snookerns världsranking 1981/1982
Snookerns världsranking säsongen 1981/1982. Rankingen baserades enbart på resultaten i de tre senaste VM-turneringarna, där vinst gav 5 poäng, finalförlust 4 poäng, semifinalförlust 3 poäng, kvartsfinalförlust 2 poäng, och åttondelsfinalförlust 1 poäng.
|    |                 |              | Poäng   | Poäng   | Poäng   | Poäng  |
| Nr | Spelare         | Nationalitet | VM 1979 | VM 1980 | VM 1981 | Totalt |
| -- | --------------- | ------------ | ------- | ------- | ------- | ------ |
| 1  | Cliff Thorburn  | Kanada       | 1       | 5       | 3       | 9      |
| 2  | Steve Davis     | England      | 1       | 2       | 5       | 8      |
| 3  | Terry Griffiths | Wales        | 5       | 1       | 2       | 8      |
| 4  | Ray Reardon     | Wales        | 2       | 2       | 3       | 7      |
| 5  | Dennis Taylor   | Nordirland   | 4       | 1       | 2       | 7      |
| 6  | Doug Mountjoy   | Wales        | 1       | 1       | 4       | 6      |
| 7  | David Taylor    | England      | 1       | 3       | 2       | 6      |
| 8  | Eddie Charlton  | Australien   | 3       | 2       | 1       | 6      |
| 9  | Bill Werbeniuk  | Kanada       | 2       | 1       | 2       | 5      |
| 10 | Alex Higgins    | Nordirland   | 2       | 4       | 1       | 5*     |
| 11 | Kirk Stevens    | Kanada       | 1       | 3       | 1       | 5      |
| 12 | Fred Davis      | England      | 2       | 1       | 1       | 4      |
| 13 | John Virgo      | England      | 3       | 1       | 0       | 4      |
| 14 | John Spencer    | England      | 1       | 1       | 1       | 3      |
| 15 | Perrie Mans     | Sydafrika    | 1       | 1       | 1       | 3      |
| 16 | Graham Miles    | England      | 1       | 0       | 1       | 2      |
| 17 | Jim Wych        | Kanada       | 0       | 2       | 0       | 2      |
| 18 | Tony Meo        | England      | 0       | 0       | 1       | 1      |
| 19 | Ray Edmonds     | England      | 0       | 0       | 0       | 0      |
| 20 | Tony Knowles    | England      | 0       | 0       | 0       | 0      |
| 21 | Jimmy White     | England      | 0       | 0       | 0       | 0      |
| 22 | Willie Thorne   | England      | 0       | 0       | 0       | 0      |
| 23 | Cliff Wilson    | Wales        | 0       | 0       | 0       | 0      |
| 24 | Dave Martin     | England      | 0       | 0       | 0       | 0      |
| 25 | John Dunning    | England      | 0       | 0       | 0       | 0      |
| 26 | Jim Meadowcroft | England      | 0       | 0       | 0       | 0      |
| 27 | Patsy Fagan     | Irland       | 0       | 0       | 0       | 0      |
| 28 | Rex Williams    | England      | 0       | 0       | 0       | 0      |
| 29 | Mike Hallett    | England      | 0       | 0       | 0       | 0      |
| 30 | Eddie Sinclair  | Skottland    | 0       | 0       | 0       | 0      |
| 31 | David Greaves   | England      | 0       | 0       | 0       | 0      |
| 32 | John Pulman     | England      | 0       | 0       | 0       | 0      |

* Alex Higgins har fått två poängs avdrag som en disciplinär åtgärd.